# Timur Dibirov
Timur Anatoljevitj Dibirov (russisk: Тимур Анатольевич Дибиров ; født 30. juli 1983) er en russisk håndboldspiller, som spiller i RK Vardar og for Ruslands herrehåndboldlandshold.
Han har tidligere optrådt i hjemlandet for storklubben Tjekhovskije Medvedi, fra 2006 til 2013.
Han er gift med den tidligere russiske kvindelandsholdspiller Irina Poltoratskaja.